# Systenoplacis falconeri
Systenoplacis falconeri là một loài nhện trong họ Zodariidae.
Loài này thuộc chi Systenoplacis. Systenoplacis falconeri được Lodovico di Caporiacco miêu tả năm 1949.